# Mekelle Farms
Mekelle Farms PLC (с англ.  «Фермы Мэкэле») — эфиопская племенная птицефабрика, специализирующаяся на выращивании цыплят домашних кур яичных пород, устойчивых к болезням и с повышенным производством яйца.
Mekelle Farms PLC создавалась с целью решения проблем белкового питания и повышенного падежа кур, а также для повышения доходов мелких фермеров Эфиопии.
В настоящее время, сохраняя все первоначальные задачи, компания превратилась в успешный масштабируемый бизнес, став одним из лидеров странового рынка в своей области.

## Организация
В 2010 году двое молодых людей Дэвид Эллис (англ. David Ellis) и Трент Котсюбос (англ. Trent Koutsoubos), во время работы в общественных организациях Восточной Африке, столкнулись, по их мнению, с рядом проблем в развитии этого региона.
Для их решения они выбрали путь социального инвестирования в малые и средние предприятия, создав в США и возглавив «фонд» Flow Equity.
В июле 2011 года к ним присоединился Джозеф Шилдс (англ. Joseph Shields).
Первой попыткой реализации поставленных задач стали вложения в разорившуюся государственную птицефабрику на севере Эфиопии осенью 2010 года.
Для этих целей была создана местная компания Mekelle Farms PLC.
Название компания получила от расположенного поблизости предприятия города Мэкэле на севере Эфиопии в административном центре региона Тыграй.
Первоначальные инвестиции составили около 2,5 млн долларов США.
Эта деятельность настолько затянула начинающих предпринимателей, что они отошли от идей инвестирования и перешли к активной модели предпринимательства, посвятив себя дальнейшему развитию своего детища.
Тем не менее, на 2015 год Flow Equity остаётся действующей организацией.
Штаб-квартира компании расположена в Эфиопии.
На 2015 год руководит Mekelle Farms PLC (генеральный менеджер) Джозеф Шилдс (англ. Joseph Shields).
Дэвид Эллис продолжает активно участвовать в деятельности компании в должности консультанта.
Flow Equity получила финансирование от фонда Acumen, Africa Enterprise Challenge Fund (AECF) и других инвесторов.

## Деятельность

### Описание проблемы
Около 30 % населения Эфиопии, из 90 млн на 2015 год, живёт в бедности, причём 47 % детей имеют проблемы с задержкой роста и развития из-за проблем недоедания и истощения.
Дефицит белка в питании в регионе в основном восполняется потреблением куриных мяса и яйца.
Однако местные породы кур, из-за склонности к болезням, имели выживаемость около 50 % и производили яиц значительно меньше среднемировых показателей.

### Бизнес-модель
Перед началом бизнеса создатели Mekelle Farms PLC провели обширные консультации, закупили высококачественный племенной материал в основном в Индии и современное инкубационное оборудование, разместив его в отстроенной разорившейся государственной птицефабрике на севере Эфиопии.
Mekelle Farms PLC производит и продаёт местным фермерам 40-дневных цыплят, которые приспособлены к местной среде, устойчивы к болезням, быстро созревают и производят в пять раз больше яиц, по сравнению с местными эфиопскими породами.
Вскоре бизнес получил поддержку от международных и местных предпринимателей, а также местных чиновников, начал расширяться, а бизнес-модель тиражироваться.
Кроме основной деятельности компания развивает направление AgFlow Farms, в рамках которого работает над созданием современной механизированной коммерческой фермы по производству корма.

### Показатели деятельности
На 2014 год Mekelle Farms PLC производила около миллиона цыплят в год.

## Оценки
В 2013 году опыт Mekelle Farms PLC лёг в основу кейса Стенфордской бизнес-школы.